# Породица (Морнарички истражитељи: Лос Анђелес)
Епизода Породица је 24. епизода 2. сезоне серије "МЗИС: Лос Анђелес". Премијерно је приказана 17. маја 2011. године на каналу ЦБС.

## Опис
Сценарио за епизоду је писао твора сеирје "МЗИС: Лос Анђелес" Шејн Бренен, а режирао ју је Џејмс Вајтмор мл..
Хетина оставка погађа Калена и екипу док истражују да је пронађу. Откривено је да је у случај умешана и Каленова тајанствена прошлост и да је Хети члан породице која покушава да убије Калена годинама.
У овој епизоди се појављује директор Леон Венс. 

## Ликови

### Из серијеМЗИС: Лос Анђелес
- Крис О’Донел као Гриша Кален
- Данијела Руа као Кензи Блај
- Ерик Кристијан Олсен као Мартин А. Дикс
- Берет Фоа као Ерик Бил
- Рене Фелис Смит као Нел Џоунс
- Линда Хант као Хенријета Ленг
- Џејмс Тод Смит као Семјуел Хана

### Из серијеМЗИС
- Роки Керол као Леон Венс